# Paradossenus sabana
Espèce
Paradossenus sabana est une espèce d'araignées aranéomorphes de la famille des Trechaleidae.

## Distribution
Cette espèce est endémique de l'État de Bolívar au Venezuela,.

## Description
La carapace du mâle holotype mesure 2,3 mm de long sur 1,8 mm de large.

## Étymologie
Son nom d'espèce lui a été donné en référence au lieu de sa découverte, Gran Sabana.

## Publication originale
- Carico & Silva, 2010 : Taxonomic review of the Neotropical spider genus Paradossenus (Araneae: Lycosoidea: Trechaleidae: Trechaleinae) with a new erection of the subfamily Trechaleinae and a key to included genera. Journal of Arachnology, vol. 38, p. 212-236 (texte intégral).